# Lecture attentive
La lecture attentive (ou, en anglais, le close reading) est, en critique littéraire, l'examen minutieux d'un bref passage dans un texte. Elle se rapproche de l'explication de texte française sans toutefois se confondre avec elle.
La lecture attentive privilégie le particulier par rapport au général, le singulier par rapport au global, en s'attachant aux mots, à la syntaxe et à l'ordre des perceptions à mesure qu'elles se déploient dans la phrase. Elle met également l'accent sur l'interaction du texte et de son lecteur.
Dans la littérature britannique, cette technique a été enseignée par Ivor Armstrong Richards et son disciple William Empson, utilisée par John Crowe Ransom et développée par le New Criticism au milieu du XXe siècle jusqu'à devenir la méthode fondamentale de la critique moderne, sous l'influence entre autres de Louise Rosenblatt et, en France, de Gustave Lanson.
L'un des classiques du genre est le Ulysse Gramophone de Jacques Derrida (1987), où l'auteur analyse la récurrence du mot « oui » dans l'Ulysse de Joyce.